# 架橋戦車

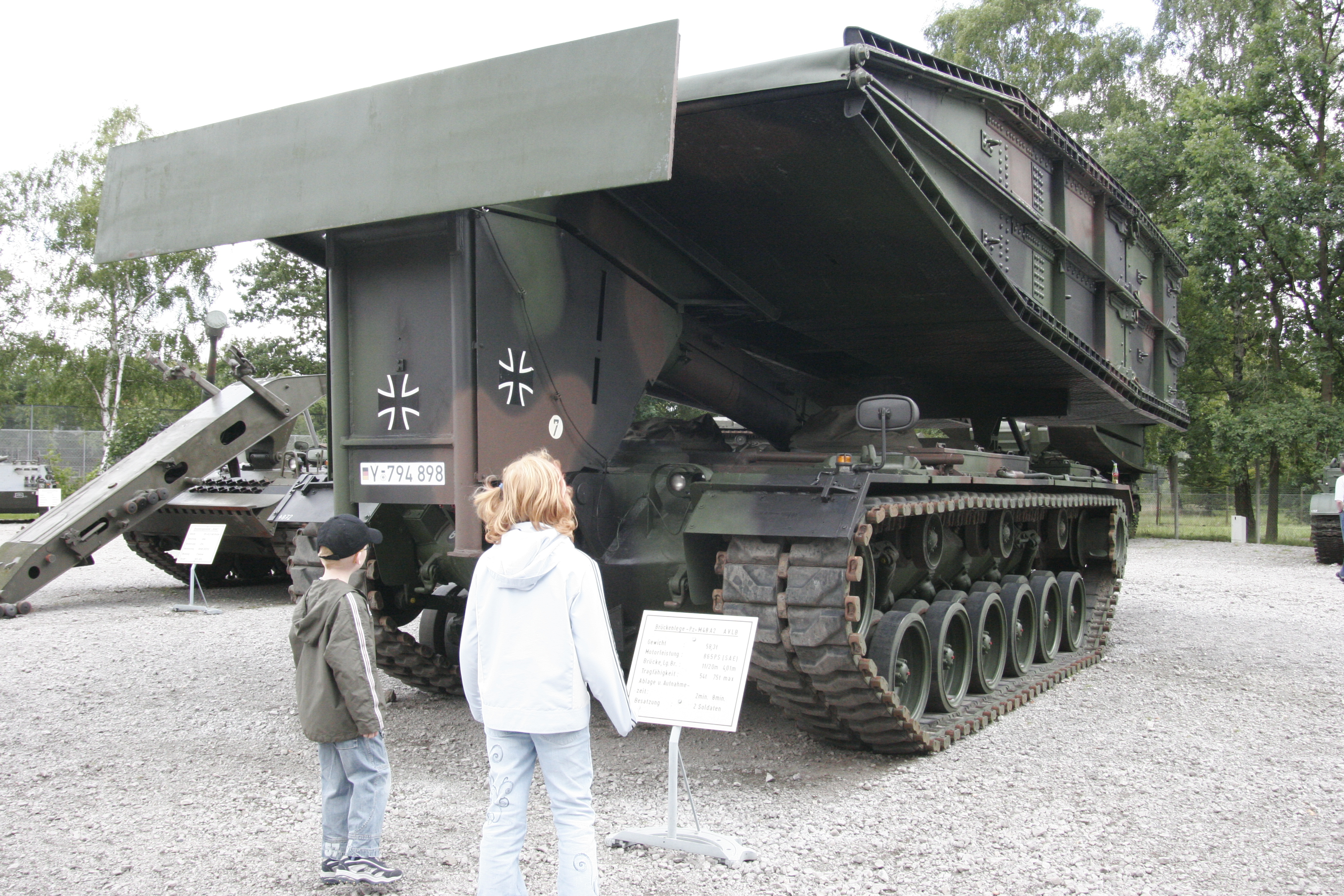
M48A2架橋戦車

1918 年、架橋用のcrib fascinesを積んだイギリスのマーク V 戦車。

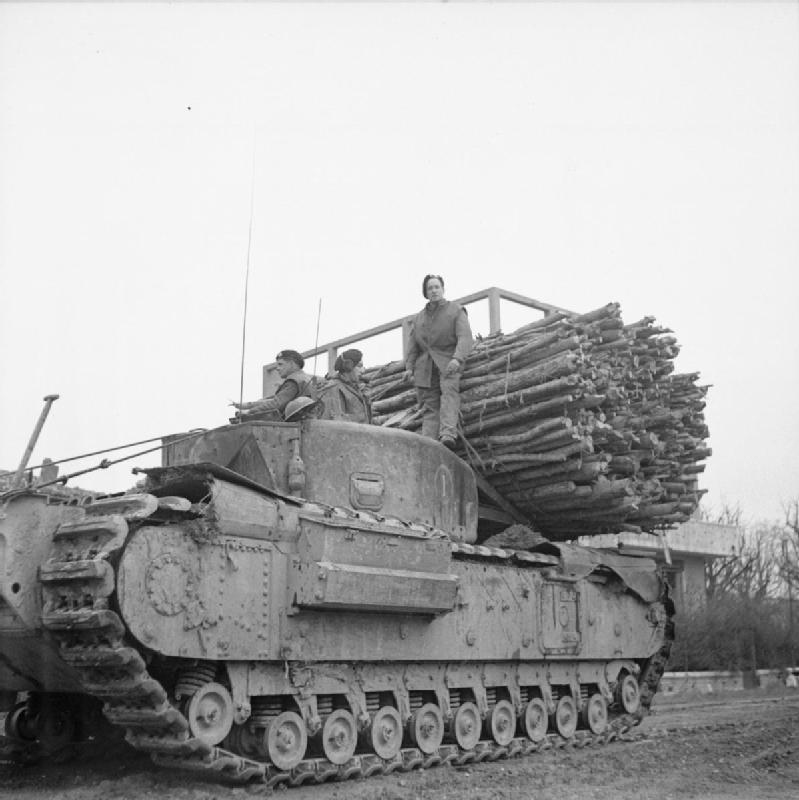
第一次世界大戦で戦車が塹壕に阻まれたことを戦訓とした。第二次世界大戦中、塹壕に木を束ねた粗朶を落として橋としたイギリス工兵部隊のAVRE

架橋戦車（かきょうせんしゃ）は、戦車の車体に橋梁を乗せて運搬する兵器であり、必要に応じてその橋梁を設置する能力を有する軍用車両である。「戦車橋」とも呼ばれる。本車により設置される橋梁は、多くの場合、その軍の主力戦車が通行できる設計となっている。主力戦車を改造して架橋戦車としている例も少なくない。
戦場における橋梁の設置（＝架橋）は工兵の任務でありトラックで運搬できる橋梁機材や舟橋が利用されていたが、陸軍の機械化・進撃速度の増加に従い、戦車も通行可能な架橋機材を前線で迅速に展開する必要が生じた。それにより、架橋戦車の開発が行われるようになった。

## 種類
さまざまな架橋方式があるが、車体そのものを橋梁として利用する方式と、以下の方式の橋梁を車体上部に搭載して架橋場所まで移動する方式がある。搭載式には車体前方または後方からそのまま対岸へ橋梁を押し出して渡す方式（スライド式）、2つ折にたたまれている橋梁を、ヒンジ側を上に車体前方で垂直に立て、その後対岸へ開きながら水平に降ろして渡す方式（シザース式）、2つに切り離した橋梁を上下（上が橋後半、下が橋前半）に重ねて搭載し、車体上部で滑らせながら一本に接続して車体前方移動させ対岸へ渡す方式（カンチレバー式）がある。
具体例としては、陸上自衛隊の91式戦車橋は車体上部に折りたたまれた橋梁を搭載し、長さ20m（有効長18m）の橋をかける能力を持つ。なお、車体の全長は10.9mであり、車体長の倍近い架橋能力を持っている。

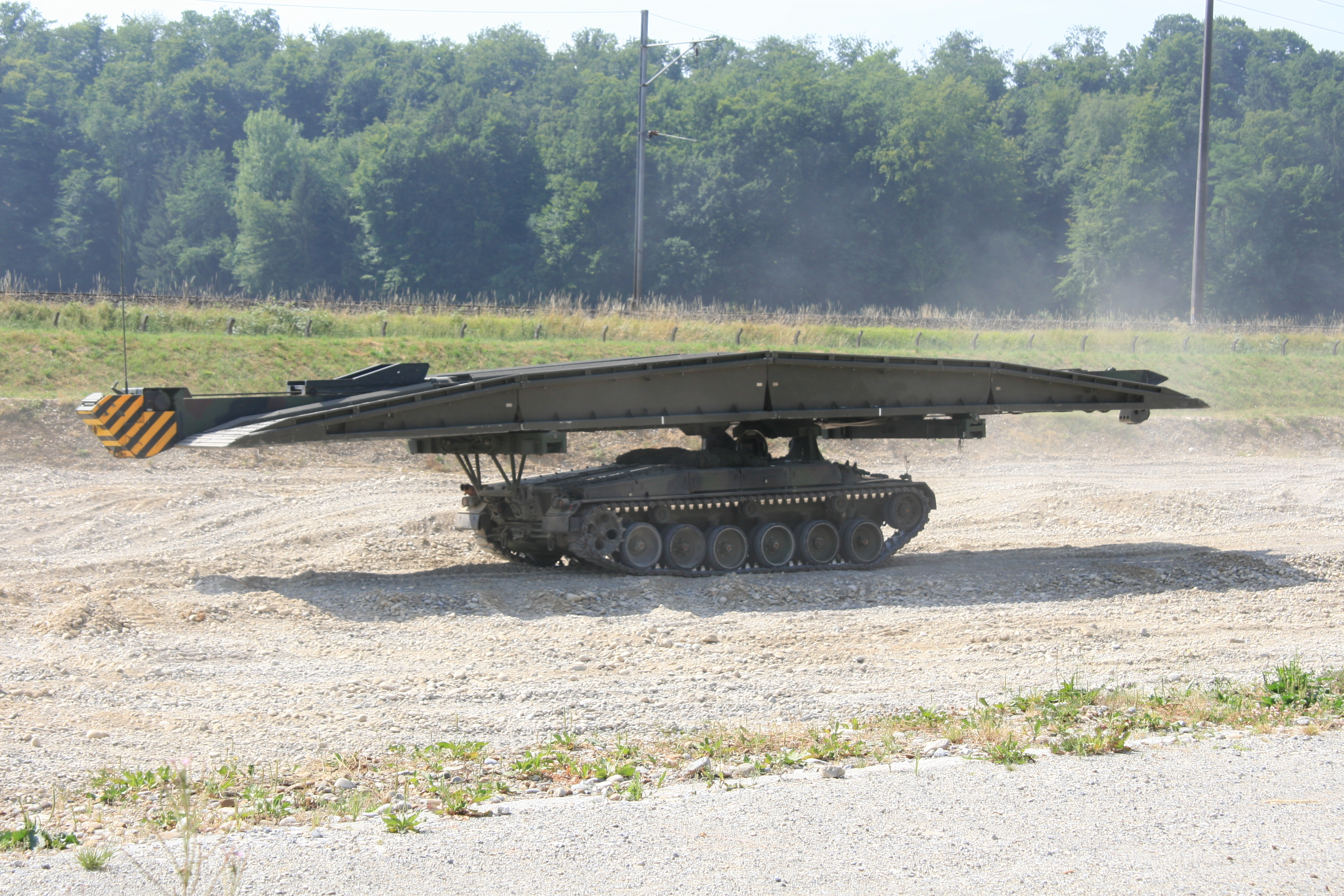
スイス軍のブリュッケンパンツァー68（スライド式）
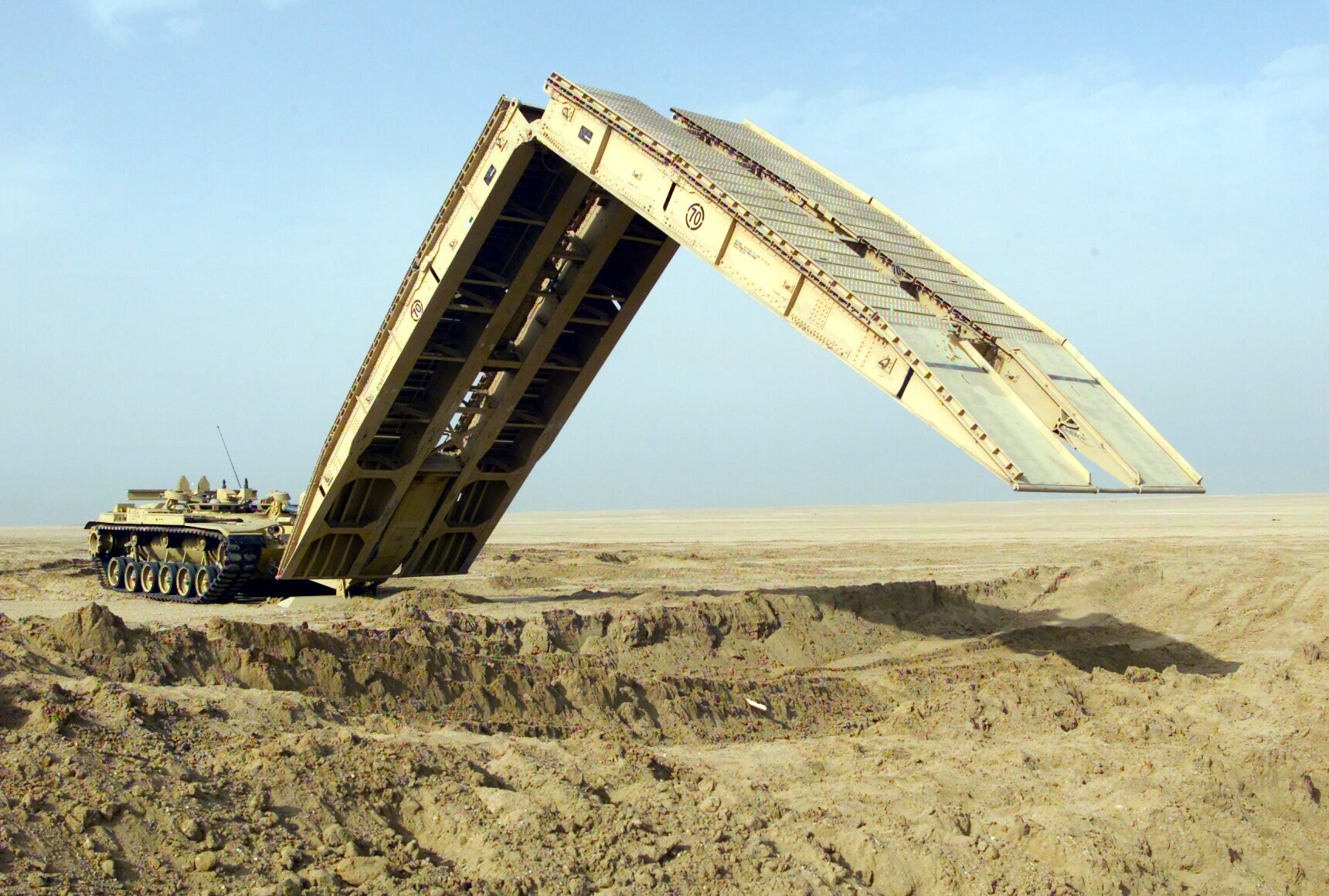
M60A1 AVLB（シザース式）
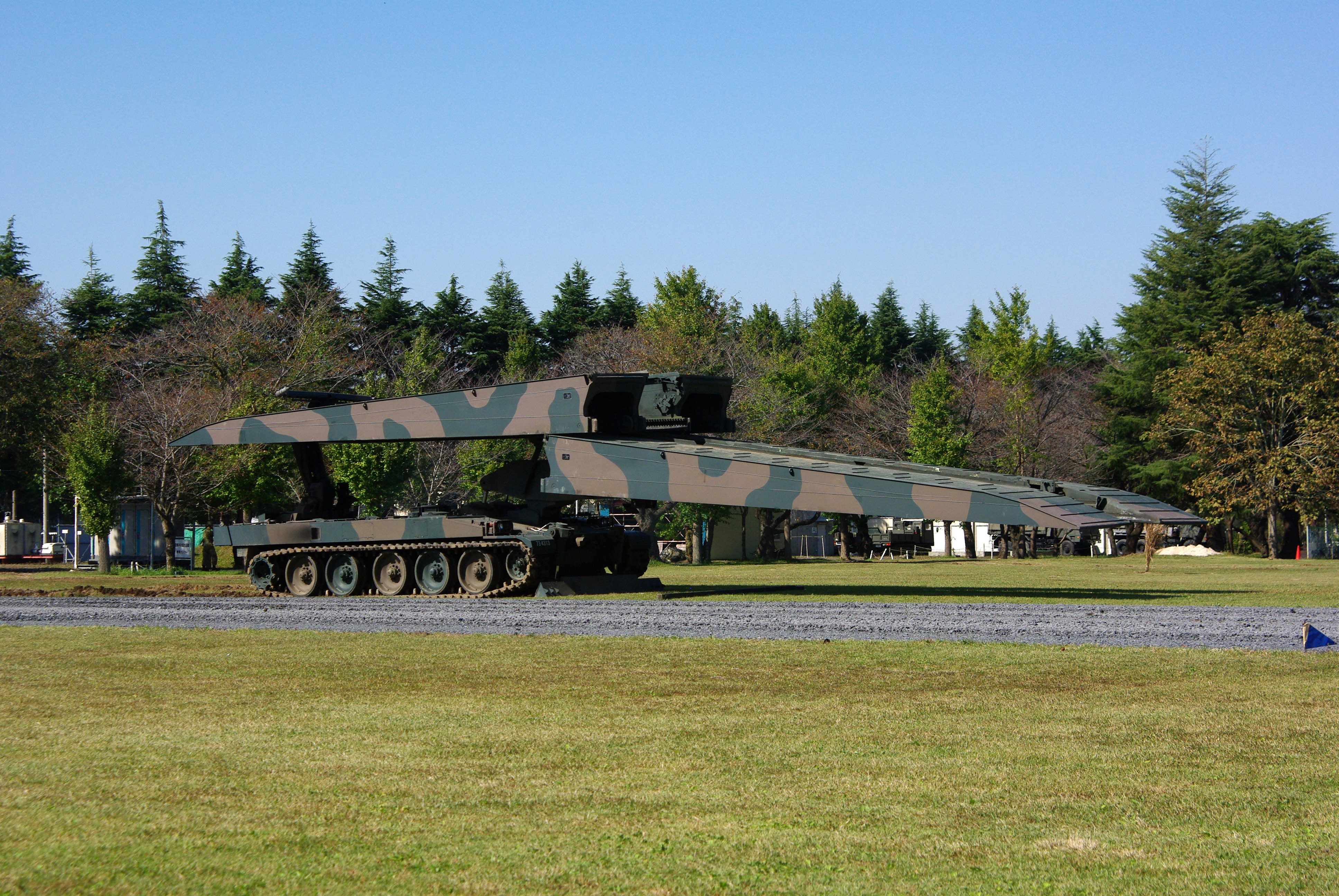
91式戦車橋（カンチレバー式）

## 歴史
史上初の架橋戦車は第一次世界大戦中のイギリス軍の戦車であるマーク I 戦車を改造したものである。また、第二次世界大戦においてもIV号戦車やチャーチル歩兵戦車を改造した架橋戦車が開発されている。大日本帝国陸軍でも、超壕機という架橋戦車や、架橋機能に加え地雷除去やブルドーザー、火炎放射器の機能を一つにまとめた装甲作業機という車両を開発している。

## 現在の主な架橋戦車
アメリカ合衆国
- M60A1 AVLB（en）
- M104ウルヴァリン 重突撃橋
- M1074統合突撃橋(JAB)[1]

 イギリス
- FV4016 センチュリオン ARK

 イスラエル
- Magach Tagash/Magach Tagash Tsemed

 ソビエト連邦/ ロシア
- MT-55
- MTU-72
- MTU-90（ロシア語版）
- TMM-6（英語版）

 西ドイツ/ ドイツ
- ブリュッケンレーゲパンツァー・ビーバー（ドイツ語版）
- パンツァーシュネルブリュッケ レグアン（ドイツ語版）
- M3水陸両用自走架橋車（英語版） - ドイツ製。多くの国に輸出されている。

 日本
- 67式戦車橋
- 91式戦車橋

 フランス
- AMX-30架橋戦車
- Système de pose rapide de travures（フランス語版）

 中国
- 84式戦車架橋車（WZ-621）

 インド
- DRDOサルヴァトラ（英語版）